# یواس‌اس مریماک (۱۸۶۴)
یواس‌اس مریماک (۱۸۶۴) (به انگلیسی: USS Merrimac (1864)) یک کشتی بود که طول آن ۲۳۰ فوت (۷۰ متر) بود. این کشتی در سال ۱۸۶۴ ساخته شد.